# 江別市立東野幌小学校
江別市立東野幌小学校（えべつしりつひがしのっぽろしょうがっこう）とは、北海道江別市東野幌町にある市立の小学校である。1964年（昭和39年）1月21日設立。

## 概要
東野幌小学校が進学する野幌中学校の校区は江別市中心部から南側に位置し、函館本線野幌駅の南方に広がっている。かつてのレンガ産業・窯業隆盛の面影を残しながら、ロマン溢れる街並みが広がる。道立自然公園野幌森林公園を背景にセラミックアートセンター野幌総合運動公園など公共施設も充実。野鳥などの姿も多く、緑が多く、都市と憩いのスペースが調和したエリアである。

## 校区
東野幌小学校の校区は以下の通りである。
- 上江別（437番地、441番地、447番地、449番地-450番地、455番地、464番地、466番地-467番地、469番地-470番地、473番地、476番地-477番地、479番地-480番地、486番地-490番地、575番地-588番地）
- 東野幌（111番地-113番地、121番地、123番地-128番地、130番地-131番地、134番地-144番地、201番地、207番地-208番地、214番地-220番地、226番地-229番地、232番地、234番地、238番地-240番地、242番地、246番地-265番地、267番地-279番地、282番地-311番地、323番地、626番地、628番地、630番地、632番地、692番地-693番地、709番地-712番地、836番地、838番地-839番地、841番地-843番地、845番地-850番地、853番地-863番地、865番地-868番地、967番地、970番地-988番地、990番地-991番地、993番地-994番地、996番地-1003番地）
- 野幌東町
- 東野幌町
- あさひが丘
- 東野幌本町（56番地-68番地）
- 緑ケ丘（1番地-23番地、38番地-61番地、63番地-64番地）

## 教育目標等
2024年度（令和6年度）現在の教育目標等は以下の通りである。
- 未来に向かい　自立・協働・創造を実現できる児童の育成
  - よく考え進んで学ぶ子（知育）
  - 心豊かで思いやりのある子（徳育）
  - 健康でたくましい子（体育）

## 教育活動
特色のある教育活動として、以下のものが挙げられる。
小一貫教育の取組
- 野幌中学校区合同研修会
- 小6野幌中登校日
- 学習規律・生活規律の統一

地域一体型・学校顔づくり事業
- 「朝の読書タイム」（10分間）を日課表に位置づけ、読書に親しむ子どもの育成を図る
- PTA読み聞かせボランティアの協力による読み聞かせ活動の実践
- PCを使った図書管理業務及び読書環境整備

- PTA会員・地域ボランティアによる「ふくろうの会」の巡視活動・啓蒙活動推進
- ふくろうの日（毎月29日）設定による子どもを守る活動の展開
- 啓蒙ポスター制作及び配布による啓蒙活動の実践
- 校区内自治会による交通安全活動及び巡回活動

- 児童理解に基づいた指導・支援の推進
- ひびきあい運動の推進
- 特別支援教育の充実
- 「チーム東野小」の協働体制の充実

## 児童数・学級数
| 学年   | 1年生 | 2年生 | 3年生 | 4年生 | 5年生 | 6年生 | 特別支援 | 計  |
| ------ | ----- | ----- | ----- | ----- | ----- | ----- | -------- | --- |
| 学級数 | 2     | 3     | 3     | 3     | 3     | 3     | 5        | 22  |
| 児童数 | 70    | 87    | 85    | 78    | 95    | 85    | 22       | 522 |

（2024年（令和6年）5月1日現在）

## 歴史

### 沿革
学校の沿革は以下の通りである。
- 1964年（昭和39年） - 開校（3学級）。校章・校歌制定。
- 1977年（昭和52年） - 校旗・優勝旗作成。
- 1984年（昭和59年） - 野幌若葉小学校開校に伴い学級減。

## アクセス
東野幌小学校の所在地及びアクセスは以下の通りである。
所在地
- 郵便番号：069-0821
- 所在地：北海道江別市東野幌町48

アクセス
- 野幌駅南口から徒歩22分